# Biar
| Zona urbana Centro histórico Edificio de interés Zona verde | Zona industrial Carretera secundaria Vía verde |

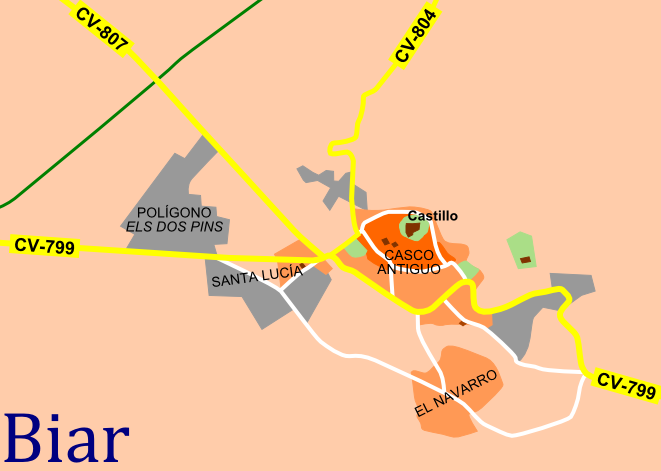
Plano esquemático de la villa, con las principales vías de acceso y comunicación.
Zona urbana
Centro histórico
Edificio de interés
Zona verde
Zona industrial
Carretera secundaria
Vía verde

Biar es un municipio de la Comunidad Valenciana, España. Está situado en el interior de la provincia de Alicante, en la comarca del Alto Vinalopó, a una altitud de 700 m s. n. m. Su término municipal abarca una extensión de 98,17 km² y en 2015 contaba con 3.657 habitantes (INE).
Se tiene constancia de poblamiento en la zona desde época prehistórica, aunque el núcleo actual surgió durante el periodo andalusí. Con la conquista cristiana pasó al Reino de Valencia en virtud del tratado de Almizra y tuvo un importante papel fronterizo en los conflictos con el señorío de Villena y el resto de Castilla. A partir del siglo XVI comenzó un periodo de crisis económica y demográfica que no se superó hasta mediados del siglo XVIII. Ya en el siglo XX se empiezan a instalar industrias, sobre todo del sector textil y del calzado y en la actualidad la economía está sostenida por la industria textil, de la transformación de materiales plásticos y un pequeño número de industrias gráficas, se da también la pervivencia de un modesto sector agrario basado principalmente en el cultivo de olivos y en menor medida de almendros y pequeñas huertas; en la actualidad se pretende, por parte de las autoridades locales, potenciar el turismo y el sector servicios.
El municipio conserva un importante conjunto histórico, compuesto por su castillo, la iglesia de la Asunción, varias ermitas y otros edificios, así como el conjunto de su casco medieval. Conserva, asimismo, un amplio patrimonio natural, ya que la mitad de su término municipal corresponde a masa forestal, incluyendo varios árboles monumentales.

## Toponimia
Sobre la procedencia del topónimo Biar hay dos versiones. La más verosímil lo deriva del árabe بِئَر (biʿar) «pozo» o بِئَار (biʿār) «pozos», términos que pueden tener, por extensión, el sentido de «lugar con abundante agua». La otra lo hace derivar del latín apiarium, que significa «lugar de abejas», justificándolo por la importancia pasada de Biar como productora y exportadora de miel.

## Geografía física
El núcleo urbano de Biar se encuentra en las estribaciones de la Sierra Mariola, rodeado de una serie de montañas que forman una especie de anfiteatro, todas ellas con más de 1000 m s. n. m., destacando el Reconco (1206 m), Penya Tallada (1044 m), Frare (1.042 m), Alt Reó (1015 m), Penya la Blasca (1150 m) y Fenessosa (1210 m). El relieve presenta, por tanto, tres unidades morfológicas claramente diferenciadas: la cañada o vega del río Vinalopó, el piedemonte que va desde esta vega hasta las faldas de las sierras y las sierras propiamente dichas.
La mitad de los 98,17 km² del término están formados por masa forestal con grandes pinadas, lo cual constituye uno de los principales atractivos turísticos de la localidad, al además estar surcados por varios senderos, como los PRV-55, PRV-155 y PRV-35. Éstas se concentran sobre todo en las umbrías del Reconco y la Fontanella, donde también afloran multitud de pequeñas fuentes cuyo escaso caudal es recogido en balsas para el riego de algunas pequeñas huertas.
Localidades Limítrofes
|                | Norte: Benejama, Cañada, Campo de Mirra |                     |
| Oeste: Villena |                                         | Este: Bañeres, Onil |
|                | Sur: Sax, Castalla                      |                     |

### Clima
El clima predominante es mediterráneo con trazos continentales, temperaturas no muy calurosas en verano e inviernos fríos; se pueden observar varias nevadas al año, recogiendo hasta 30 cm en años excepcionales.
| Parámetros climáticos promedio de Biar en el periodo 1961-2003 | Parámetros climáticos promedio de Biar en el periodo 1961-2003 | Parámetros climáticos promedio de Biar en el periodo 1961-2003 | Parámetros climáticos promedio de Biar en el periodo 1961-2003 | Parámetros climáticos promedio de Biar en el periodo 1961-2003 | Parámetros climáticos promedio de Biar en el periodo 1961-2003 | Parámetros climáticos promedio de Biar en el periodo 1961-2003 | Parámetros climáticos promedio de Biar en el periodo 1961-2003 | Parámetros climáticos promedio de Biar en el periodo 1961-2003 | Parámetros climáticos promedio de Biar en el periodo 1961-2003 | Parámetros climáticos promedio de Biar en el periodo 1961-2003 | Parámetros climáticos promedio de Biar en el periodo 1961-2003 | Parámetros climáticos promedio de Biar en el periodo 1961-2003 | Parámetros climáticos promedio de Biar en el periodo 1961-2003 |
| Mes | Ene.                                                           | Feb.                                                           | Mar.                                                           | Abr.                                                           | May.                                                           | Jun.                                                           | Jul.                                                           | Ago.                                                           | Sep.                                                           | Oct.                                                           | Nov.                                                           | Dic.                                                           | Anual                                                          |
| --- | -------------------------------------------------------------- | -------------------------------------------------------------- | -------------------------------------------------------------- | -------------------------------------------------------------- | -------------------------------------------------------------- | -------------------------------------------------------------- | -------------------------------------------------------------- | -------------------------------------------------------------- | -------------------------------------------------------------- | -------------------------------------------------------------- | -------------------------------------------------------------- | -------------------------------------------------------------- | -------------------------------------------------------------- |
| Temp. máx. media (°C) | 11.1                                                           | 11.7                                                           | 14.7                                                           | 17.4                                                           | 21.4                                                           | 25.5                                                           | 29.4                                                           | 29.6                                                           | 26                                                             | 20.7                                                           | 15.1                                                           | 11.8                                                           | 19.5                                                           |
| Temp. media (°C) | 6.2                                                            | 6.7                                                            | 9.1                                                            | 11.9                                                           | 15.5                                                           | 19.5                                                           | 22.9                                                           | 23.2                                                           | 20                                                             | 15.2                                                           | 9.8                                                            | 6.9                                                            | 13.9                                                           |
| Temp. mín. media (°C) | 1.3                                                            | 1.6                                                            | 3.5                                                            | 6.3                                                            | 9.6                                                            | 13.4                                                           | 16.4                                                           | 16.8                                                           | 13.9                                                           | 9.6                                                            | 4.5                                                            | 1.9                                                            | 8.2                                                            |
| Precipitación total (mm) | 31                                                             | 35                                                             | 38                                                             | 50                                                             | 45                                                             | 32                                                             | 12                                                             | 19                                                             | 45                                                             | 67                                                             | 52                                                             | 43                                                             | 469                                                            |
| Fuente: Ministerio de Agricultura, Alimentación y Medio Ambiente. Datos de precipitación para el periodo 1961-2003 y de temperatura para el periodo 1961-2003 en Biar (6930). |                                                                |                                                                |                                                                |                                                                |                                                                |                                                                |                                                                |                                                                |                                                                |                                                                |                                                                |                                                                |                                                                |

## Historia

Vista del valle de Biar desde la torre de su castillo.

La población del municipio de Biar data de época prehistórica, cobrando peso demográfico durante la Edad del Bronce. De esta época quedan varios yacimientos, destacando el de la Cova del Cantal, el Cabezo de les Gerres y el Cabezo Gordo, además de varios enterramientos en la zona del castillo y la Cova Negra. Gran parte de los hallazgos de esta época se conservan en el Museo Arqueológico Municipal de Villena. Tras la Edad del Bronce, se constata la caída demográfica común a toda el área durante este periodo. La población vuelve a aumentar en época romana, pero hay constancia de que existiera un núcleo de población estable hasta tiempos de al-Ándalus. La primera mención que se tiene de Biar es un documento islámico del siglo XII donde aparece como una plaza fuerte dependiente de Játiva.
Asignado este lugar fronterizo a la Corona de Aragón por el tratado de Almizra de marzo de 1244, la fecha que algunos consideran como de su rendición es la de 1245, mientras que otros la retrasan al 1253. Fue la última ciudad del antiguo Reino de Valencia que sitió Jaime I, acampando ante sus puertas durante 5 meses antes de que la ciudad se rindiera con buenas condiciones. En principio, el rey respetó la presencia, las posesiones y las costumbres de la población musulmana, y se limitó a establecer una guarnición, arrendar las rentas reales y cobrar impuestos. Pero la sublevación de los musulmanes (1276-1278) conllevó su expulsión de este lugar. En 1280, Pedro III de Aragón confirmaba las heredades repartidas a la población cristiana en un documento que se ha juzgado como una verdadera Carta Puebla del lugar. Jaime I la dotó de privilegios, entre ellos el de ser una de las pocas villas que desde 1287 tendría voto en las Cortes del Reino de Valencia. Su función fronteriza como plaza fuerte y aduanera le valió la leyenda Claudo et Aperio Regnum (cierro y abro el reino) que aparece en su escudo, junto a las dos llaves cruzadas, portadoras de la misma simbología.
Biar, por su condición fronteriza con el poderoso señorío de Villena (perteneciente al Reino de Castilla), constituía un núcleo crucial en los conflictos castellano-aragonesas y recibió sucesivos privilegios, entre los que destaca la promesa de Pedro IV de Aragón de no segregar la villa y su término de la Corona. Durante las Germanías Biar tuvo un papel destacado como villa revolucionaria, lo que le valió una multa de 1660 libras.
Durante la Guerra de Sucesión, Biar se mantuvo fiel a Felipe V y debió de resistir los ataques de los austracistas. A su victoria, el primero le otorgó los títulos de "muy noble, leal y siempre fidelísima". Benejama, Campo de Mirra y Cañada, que eran originalmente alquerías del Iqlim de Medina Bilyana (la Villena musulmana), acabaron pertenecieron al término de Biar desde el Tratado de Almizra hasta finales del siglo XVIII, en que se constituyeron como municipios independientes. En el Diccionario de Madoz (1845-1850) aparece la siguiente descripción:

BIAR: v[illa] con ayunt[amiento] de la prov[incia] de Alicante (7 leg[uas]) [...] Sit[uada] en las raíces meridionales de un monte, desde donde se estiende hacia el O. el valle de su nombre [...] Tiene 735 casas de 50 palmos de altura comunmente, buena fáb[rica] y regular distribución interior; forman varias calles, 2 de ellas bastante cómodas por su dirección trasversal, las demás irregulares y algo pendientes, pero limpias y empredraras, y 2 plazas cuadradas de alguna capacidad, con una fuente en el centro de cada una de ellas; en la mayor está la casa del ayunt[amiento] de buena perspectiva y arquitectura, en cuyo piso bajo se encuentra las cárceles. Tiene además un hospital y casa de beneficencia para alivio y socorro de los pobres; un pósito [...] una escuela de instrucción primaria [...] una igl[esia] parr[oquial] (la Asunción) de fundación muy ant[igua] [...] y un conv[ento] de la orden de San Francisco de Asis [...] y en la actualidad se ha destinado á los piadosos objetos de enseñanza, hospital y casa de beneficencia, viéndose también un cementario bastante inferior en las afuera de la pobl[ación]. [...] En su radio se encuentran 7 cas[eríos], denominados Argueña, Benasayt, Cabesols, Fontalbres, Fontanelles y Sanchet, y 4 ermitas [...] la primera [...] de Sta. Lucia, la segunda (Ntra. Sra. del Rosario) [...] la tercera (Los Santos de la Piedra) [...] y la cuarta (Ntra. Sra. de Gracia). [...] se eleva un ant[iguo] cast[illo], obra de los moros, ostentando 2 murallas, una interior y otra esterior, coronadas ambas de almenas, y sobre un ángulo de la segunda está cimentada la torre que constituye la principal parte de esta fort[aleza] cuyo estado actual es muy ruinoso, y se aprovecha para cementerio. [...] Los caminos que conducen á los pueblos limitrofes son generalmente de herradura, á escepcion de la carretera de desde Alcoy se dirige á Alicante, cruzando por medio de la pobl[ación] [...] Prod[ucción]: sobre 3,000 fanegas de trigo, 500 de cebada, 200 de centeno, 500 de panizo, 1,000 cántaras de vino y 1,000 a[rrobas] de aceite; sostiene 500 cab[ezas] de ganado lanar, y se están beneficiando 2 minas con señales de cobre y yerro. [...] Pobl[ación]: 812 vec[inos], 2,963 alm[as].
Diccionario de Madoz

En 1884 se abre la estación de ferrocarril de la VAY, operando entre Villena y Bañeres, servicio que luego se extendió hasta Muro de Alcoy en una dirección y Cieza (Región de Murcia) en la otra. El tren, conocido popularmente como Chicharra estuvo en circulación hasta 1969 y en la actualidad su trazado constituye la Vía verde del Chicharra.

## Geografía humana

### Demografía
Cuenta con una población de 3634 habitantes (INE 2024).
| Gráfica de evolución demográfica de Biar entre 1842 y 2021                                                            |
| |
| Población de derecho según los censos de población del INE. Población de hecho según los censos de población del INE. |

El crecimiento demográfico de Biar durante el siglo XVI tuvo su contrapunto en la frenada del XVII, en que se sucedieron epidemias particularmente intensas como la de 1676-1677. El siglo XVIII supuso una fuerte recuperación económica y demográfica, que volvió a descender tras la Guerra Civil, a consecuencia del éxodo rural. Sin embargo, el aumento de población es constante desde finales de la década de 1970.
| Población | 3172 | 3550 | 3534 | 3274 | 3287 | 2838 | 2733 | 2748 | 2976 | 3151 | 3395 | 3539 | 3578 | 3723 | 4016 |

### Economía
A finales del siglo XVIII destacaban por su importancia el trigo, la vid, el olivo y otros productos de la huerta. El desarrollo de la alfarería, tanto de barro blanco como rojo, originó relaciones comerciales con pueblos vecinos y el Reino de Murcia. Además, varios ceramistas de Biar, los tejeros (popularmente conocidos como castelleros), solían trasladarse a tierras de Castilla o Aragón para confeccionar tejas.
A mediados del siglo XIX mantuvo una orientación agrícola e industrial parecida, destacando puntualmente el cultivo de la viñedo (los vinos de Biar estuvieron muy cotizados en este periodo). Más recientemente, ya en el siglo XX, la actividad industrial se ha centrado en el sector textil y del calzado, mientras que la producción agraria se ha dirigido cada vez más hacia la comercialización. En 1908 los principales productos agrícolas eran cereales, almendras, legumbres, hortalizas, centeno, hortalizas, aceite, vino y frutas y en la producción industrial destacaban turrón, juguetes, aguardientes, loza blanca y tejas. Paralela a la última evolución económica se produjo una mayor organización de los grupos sociales menos favorecidos por ella. Durante la Segunda República la FNTT, el sindicato socialista del campo, contaba con una organización (Obrers Agrícoles).
La economía es hoy día eminentemente industrial, aunque conserva la elaboración de artesanía cerámica, famosa por sus barnizados. La superficie cultivada ronda las 4.000 ha (41% del término) predominando el olivar, ya que Biar es el mayor productor de aceite de la provincia de Alicante. El turismo de interior está también muy potenciado, y el municipio cuenta con una red de albergues, casas rurales y restaurantes.

## Política
Biar está gobernada por una corporación local formada por concejales elegidos cada cuatro años por sufragio universal que a su vez eligen un alcalde. El censo electoral está compuesto por todos los residentes empadronados en Biar mayores de 18 años y nacionales de España y de los otros países miembros de la Unión Europea. Según lo dispuesto en la Ley del Régimen Electoral General, que establece el número de concejales elegibles en función de la población del municipio, la Corporación Municipal de Biar está formada por 11 concejales. Tras las elecciones municipales de 2023, el Ayuntamiento de Biar está presidido por el PP y consta de 6 concejales de este partido, 3 del PSPV-PSOE y 2 de Acord per Guanyar.
| Periodo   | Nombre                      | Partido   |
| --------- | --------------------------- | --------- |
| 1979-1983 | Justo Román Soriano         | PSPV-PSOE |
| 1983-1987 | Justo Román Soriano         | PSPV-PSOE |
| 1987-1991 | Justo Román Soriano         | PSPV-PSOE |
| 1991-1995 | Justo Román Soriano         | PSPV-PSOE |
| 1995-1999 | Ramón Belda Díez            | PP        |
| 1999-2003 | Cristóbal Román Almñana     | PSPV-PSOE |
| 2003-2007 | Cristóbal Román Almiñana    | PSPV-PSOE |
| 2007-2011 | Magdalena Martínez Martínez | PP        |
| 2011-2015 | Magdalena Martínez Martínez | PP        |
| 2015-2019 | Julio L. Sanjuan Martínez   | PSPV-PSOE |
| 2019-2023 | Magdalena Martínez Martínez | PP        |

## Patrimonio

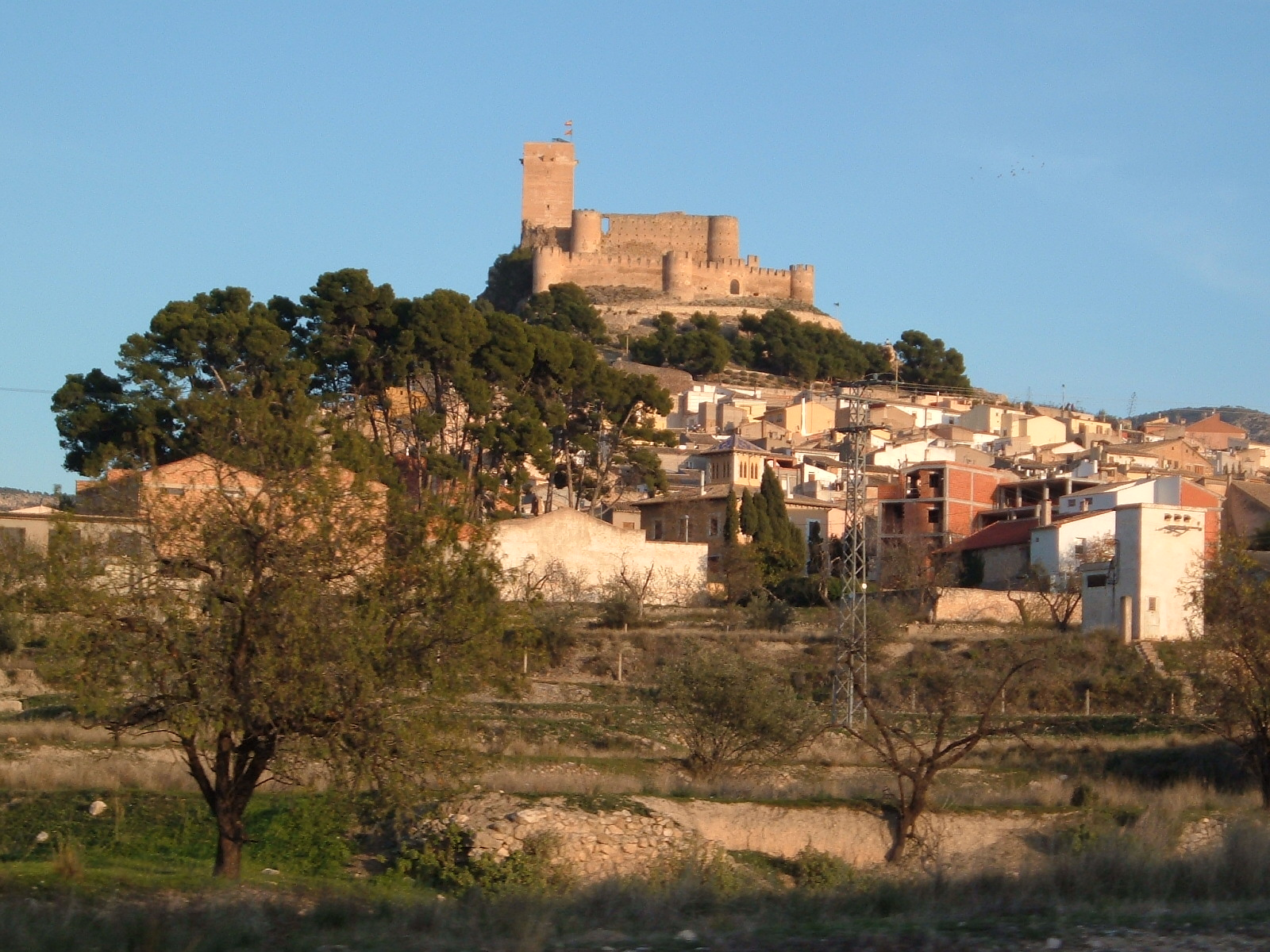
Castillo de Biar.

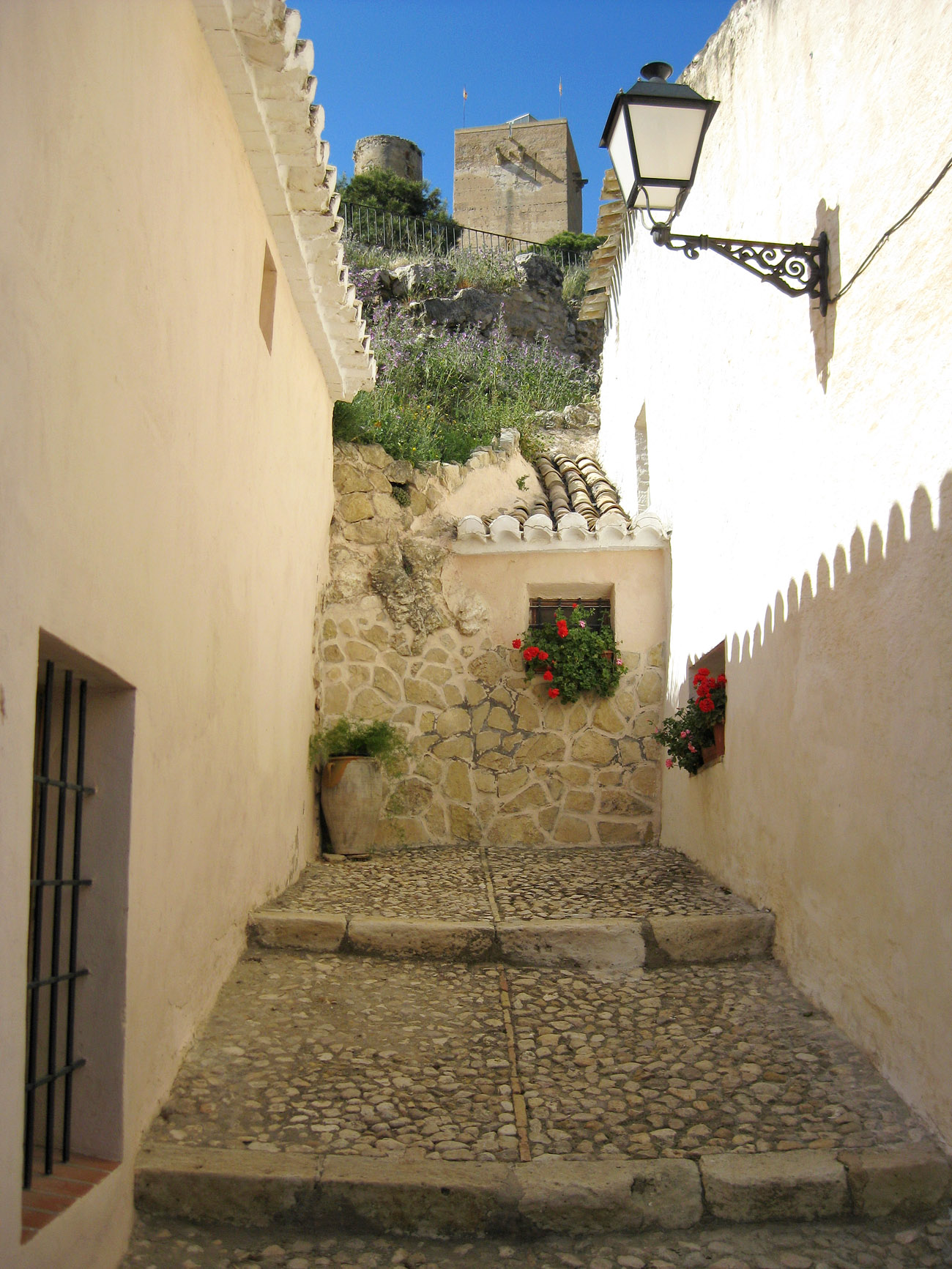
Callejón sin salida cerca del castillo.

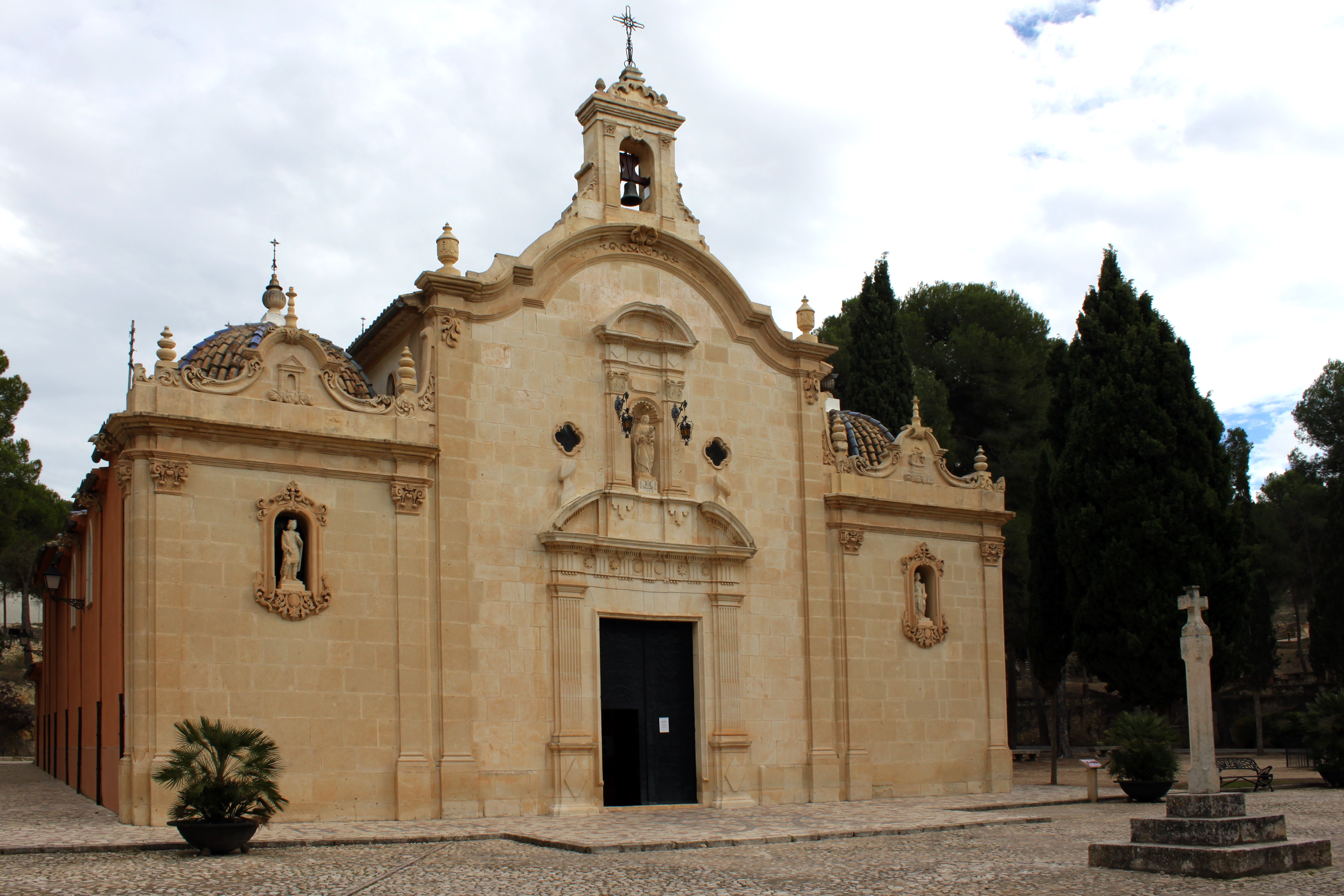
Santuario de la Virgen de Gracia.

El casco antiguo de la ciudad está conformado por callejas estrechas y empinadas, y en él se concentran la mayoría de los monumentos.

### Monumentos militares
- Castillo de Biar: Testimonio de los acontecimientos históricos que ha vivido el pueblo, lo corona y es su símbolo, siendo visible desde todas las direcciones desde el valle de Biar. Construido en el siglo XIII, conserva en su interior una bóveda almohade que es de las más antiguas de España en su estilo. Fue declarado Monumento Nacional en 1931 y se encuentra en la llamada Ruta de los castillos del Vinalopó.[21]

- Puerta de Játiva: Hoy conocida como arco de San Roque, formaba parte del conjunto defensivo de la ciudad medieval y por ella entraban las mercancías que provenientes del Reino de Valencia.[5]

- Puerta de Castilla: Hoy conocida como arco de Jesús, formaba parte del conjunto defensivo de la ciudad medieval y canalizaba el acceso desde Vilena y el resto de Castilla.[5]

### Monumentos religiosos
- Iglesia de la Asunción: Es de estilo gótico tardío y data del siglo XV. Destaca por su portada (1519), muestra del plateresco levantino del Renacimiento. La torre del Campanario, obra barroca del siglo XVIII, fue construida por el maestro setabense Juan Blas Aparicio.[5]

- Santuario de la Virgen de Gracia: Originalmente una ermita, data del siglo XVIII, está situado en uno de los parajes más característicos del pueblo en plena sierra de la Fontanella, a tan solo 1 kilómetro. Cuenta con una única nave de pequeñas capillas laterales, resaltando también su fachada neoclásica. Su portada de estilo rococó se terminó en 1770.[5]

- Ermita de los Santos de la Piedra: Fue mandada construir por Jaime I de Aragón y podría fecharse en la segunda mitad del siglo XIII. El estilo corresponde a las iglesias de reconquista gótico catalán.[5]

- Ermita de Santa Lucía: También mandada construir por Jaime I. Puede datar de la segunda mitad del siglo XIII, pero el primero dato que se conoce es el libro de visita de 1566. Está situada en el barrio homónimo, a la salida del pueblo hacia Villena.[5]

- Ermita del Roser y de San Ramón: El primer dato que se conoce es el libro de visita de 1566 aunque podría datar de la segunda mitad del siglo XIII. Está situada a 200 metros de la población. En unas dependencia anejas a la ermita se establecieron los Capuchinos el 16 de febrero de 1598.[5]

- Ermita de la Virgen del Loreto: No se puede precisar la época, pero por la tipología y la fachada de aire barroco es posterior a las otras. Está situada dentro de la población.[5]

- Ermita de San Roque: Está situada junto a la antigua puerta Real de Játiva, en el barrio al que da nombre.[5]

### Monumentos civiles

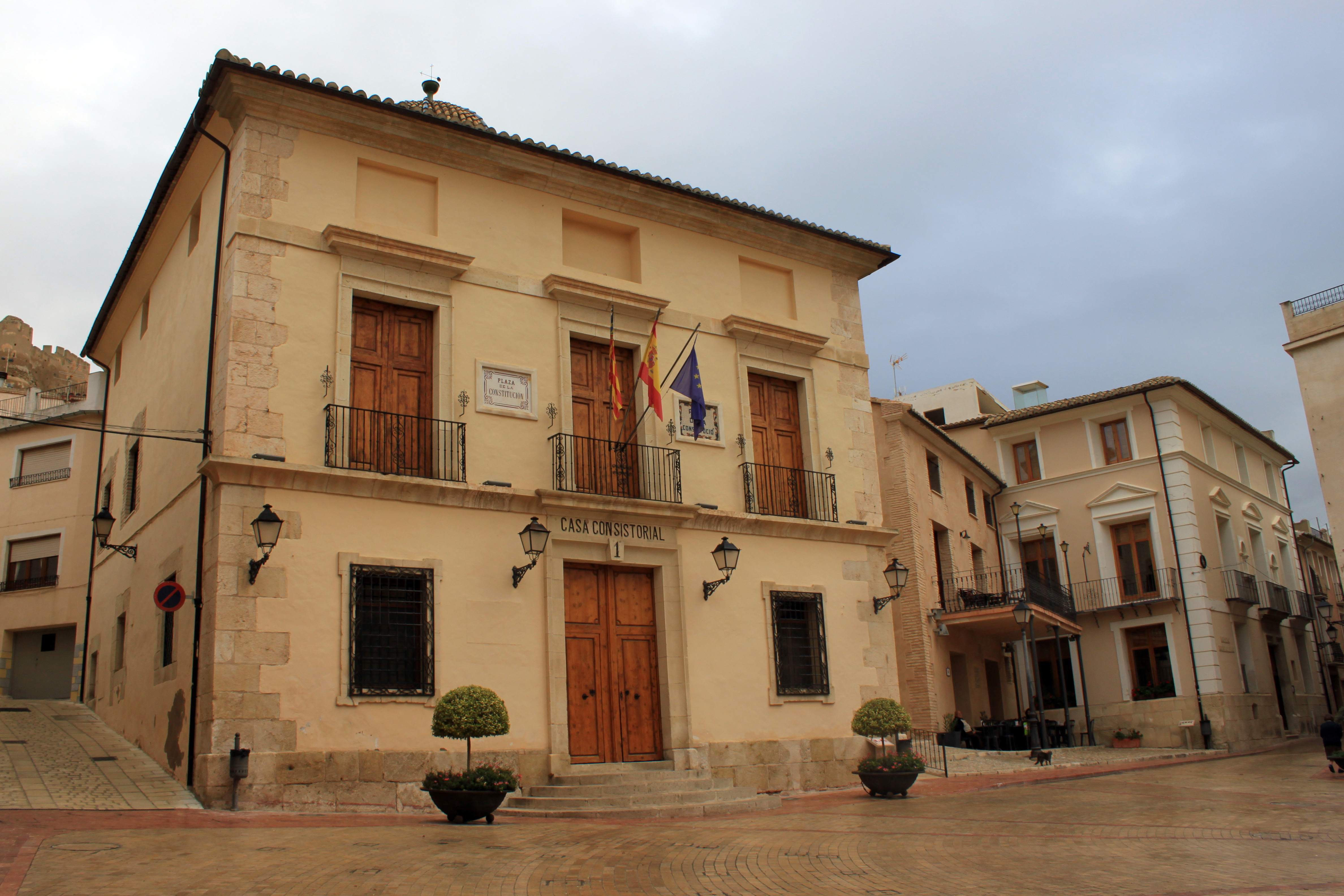
Ayuntamiento.

- Ayuntamiento: De estilo neoclásico contemporáneo, data del año 1793 y sus planos fueron obra del arquitecto Vicente Gascó i Massot.[5]

- Convento de Capuchinos: Data de la segunda mitad del siglo XVIII y en la actualidad alberga las dependencias de la Casa de la Cultura, el Museo Etnográfico y la Sede Universitaria.[5]

- Pozo de nieve: Es un antiguo nevero del siglo XVIII que se halla en muy buen estado de conservación. En él la nieve se aplastaba hasta convertirla en hielo, que se utilizaba durante el verano. Actualmente se utiliza para hacer exposiciones.[22][23]

- Acueducto ojival: Data del siglo XV y se utilizó para la conducción de aguas de riego.[5]

### Patrimonio natural
- Plátano de Biar: Pertenece a la especie platanus orientalis, muy infrecuente en Europa. Con más de 200 años, es uno de los más gruesos de España y está incluido en la lista de árboles monumentales de la Comunidad Valenciana. Dada su antigüedad y tamaño, existe la leyenda popular de que el árbol lo plantó Jaime I en tiempos de la conquista cristiana.[24][25]

- Pi de la Tosquera: Se trata de un pino piñonero y es el árbol de mayor copa del municipio, el segundo más alto y posiblemente el más viejo. Está incluido en la lista de árboles monumentales de la Comunidad Valenciana.[7][26]

## Urbanismo
Biar fue durante la Edad Media una villa fortificada, de la cual conserva algunos restos, como el propio castillo y los arcos de San Roque y Jesús, antiguas puertas de Játiva y de Castilla, respectivamente, así como restos del trazado de la muralla medieval. Así pues, se configuró un urbanismo marcado por calles estrechas y con gran desnivel, que, con un trazado radial, ascienden hacia el castillo.
El crecimiento moderno de la ciudad se ha visto muy limitado, con un crecimiento algo más marcado dirigido al sudeste. Existen, además, dos barrios algo alejados del casco urbano. El de Santa Lucía apareció a finales del siglo XIX alrededor de la ermita homónima como zona obrera, mientras que el barrio de El Navarro es de moderna construcción.

## Cultura

### Museos
- Museo Etnográfico Municipal: edificio que se compone por once salas distribuidas en tres plantas. En él se exponen diferentes objetos relacionados con la historia, los oficios, las fiestas, la artesanía y las costumbres de Biar, destacando la tradición alfarera y de cerámica vidriada.[6][27]

### Fiestas y celebraciones

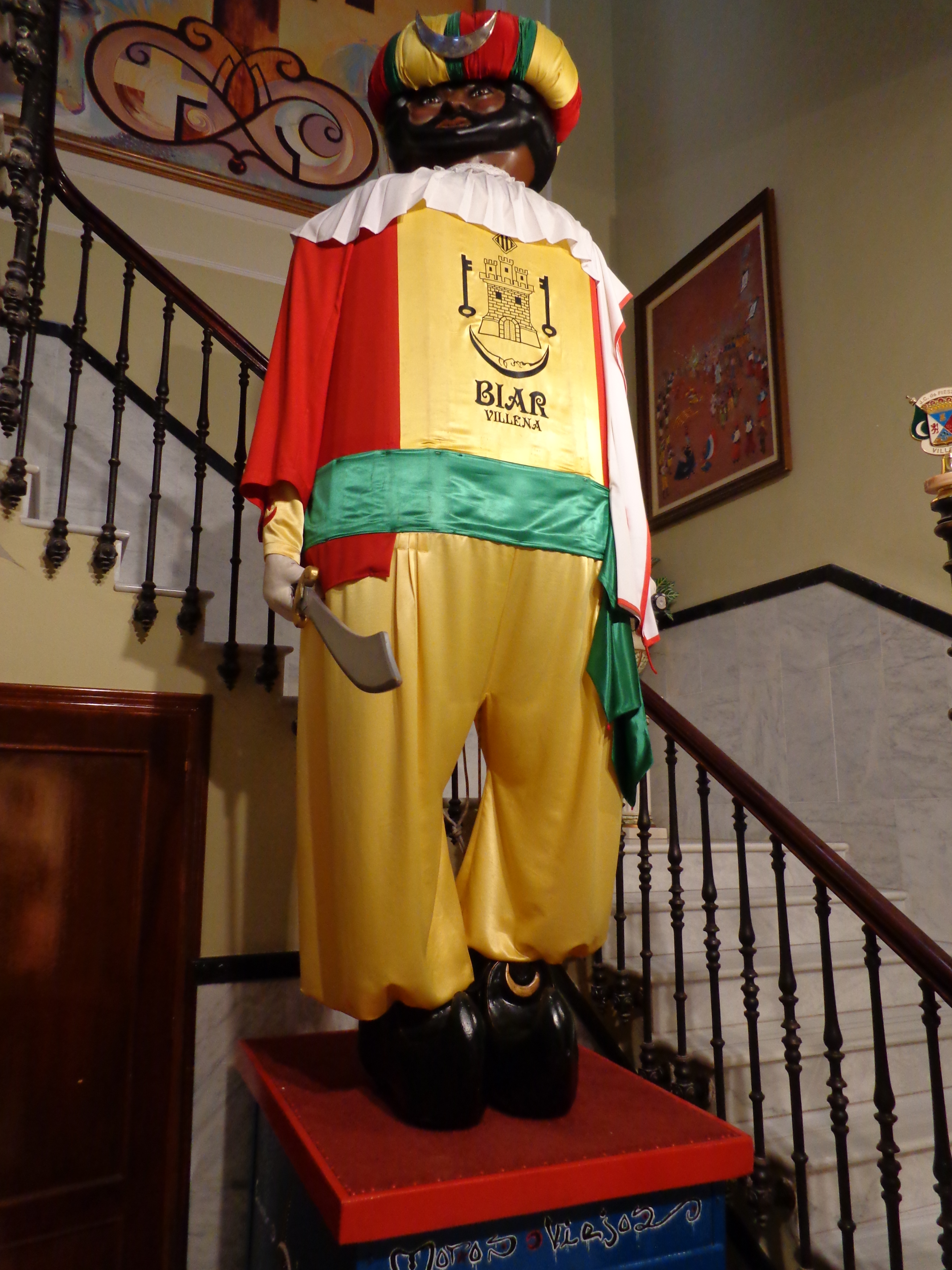
Efigie de la Mahoma en el museo Festero de Villena.

- Moros y cristianos: Se celebran del 10 al 13 de mayo de cada año. Se trata de unas de las más antiguas del levante valenciano y están dedicadas a la patrona, la Virgen de Gracia. Destacan las Hogueras, más de 500 que se encienden en las montañas que rodean Biar cuando se hace traer a la Virgen de su santuario al pueblo, además de los más de 2000 festeros que participan en las fiestas. Es interesante también el Ball dels Espies (Danza de los Espías), en el que cientos y cientos de parejas vestidas con vestimenta antigua bailan una antigua danza para despedir a la queridísima Mahoma de Biar la Mahoma de Biar,[28] que es dejada a Villena para participar en sus fiestas.

- San Antonio (Sant Antoni en valenciano): Se celebra el 17 de enero. Esta festividad se remonta al medievo y tiene su significado en la recaudación de impuestos de ganadería en esa época. La celebración de este acto consiste en la aparición de un personaje conocido como el rei pàixaro cuyo personaje va vestido con atuendos medievales y portando una señera del antiguo Reino de Valencia con la cual va recorriendo parte de la villa, todo ello acompañado con unos personajes singulares y con la música de la dulzaina y el tamboril, instrumentos tradicionales en la Comunidad Valenciana.

- San Roque (16 de agosto) y San Abdón y San Senén, los Santos de la Piedra (31 de julio): En estas festividades es típico el baile de Las Parrandas, una jota tradicional.[cita requerida]
- Santa Lucia (13 de diciembre) y la Asunción del María (15 de agosto) son otras festividades principales de este pueblo. La última por ser el nombre de la Iglesia del Biar.
- San Cristóbal (10 de julio) es el patrón de Biar, patrón de los conductores, este día en Biar es festivo y se bendicen coches, motos y otros vehículos.

### Gastronomía
Los platos más típicos son el arroz con conejo, los gazpachos y la típica Olleta d'arrós. Son tradicionales, además en repostería, pastas como las coquetes, los almendros, rollos de vino, y los rollos o rosquillas de anís, llamadas también rollets de la Mahoma.[cita requerida]